# Pandanus spinistigmaticus
Pandanus spinistigmaticus là một loài thực vật có hoa trong họ Dứa dại. Loài này được Fagerl. miêu tả khoa học đầu tiên năm 1940.